# Paula von Firmian
Paula von Firmian, född Cavalli, död 1544, var en österrikisk hovfunktionär. 
Hon tillhörde familjen Cavalli från Verona. Hon gifte sig först med Viktor I von Thun (d. 1487) och andra gången med Nikolaus, Freiherr von Firmian (d. 1510). 
Hon var hovmästarinna åt kejsarinnan Bianca Maria Sforza mellan 1493 och 1511 efter Violanta Cayma. 
Hon var sedan hovmästarinna och guvernant åt Anna av Ungern och Maria av Österrike 1517–1521 i Innsbruck. 
Hennes korrespondens är bevarad. 